# Lyons, Illinois
Lyons är en ort (village) i Cook County, i delstaten Illinois, USA. Enligt United States Census Bureau har orten en folkmängd på 10 775 invånare (2011) och en landarea på 5,7 km².